# Magomedmurad Szaidpaszajevics Gadzhiev
Magomedmurad Szaidpaszajevics Gadzhiev (Gurbuki, 1988. február 15. –) orosz származású, lengyel, honosított szabadfogású birkózó. A 2019-es birkózó-világbajnokságon bronzérmet nyert 70 kg-os súlycsoportban, szabadfogásban. A 2017-es birkózó-világbajnokságon ezüstérmet szerzett 65 kg-ban. A lengyel honosítást követően egy Európa-bajnoki aranyérme és két Európa-bajnoki ezüstérme van. Korábban, még orosz színekben, 2010-ben Európa-bajnoki ezüstérmet szerzett. 

## Sportpályafutása
A 2019-es birkózó-világbajnokságon a bronzmérkőzés során a grúz Zurab Iakobisvili volt ellenfele, akit 3–2-re legyőzött.